# Ulica Ciasna w Warszawie
Ulica Ciasna w Warszawie – jedna z ulic warszawskiego Nowego Miasta, biegnąca od ul. Świętojerskiej do ul. Franciszkańskiej.

## Historia
Ulica powstała przed rokiem 1740 jako ślepy zaułek ul. Świętojerskiej będący drogą dojazdową do zabudowań nieistniejącego zespołu kościoła św. Jerzego i klasztoru Kanoników Regularnych. Nazwa nawiązuje do jej niewielkiej szerokości.
Przed rokiem 1770 u zbiegu z ul. Świętojerską wystawiono kamienicę królewskiego sekretarza Franciszka Groszkowskiego, być może według projektu Bonawentury Solariego, który mieszkał przy pobliskiej ul. Bonifraterskiej i zaprojektował wiele domów w okolicy.
Naprzeciwko, pod numerem 1, po roku 1792 stanęła kamienica Kanoników Regularnych, zupełnie przekształcona w początkach XX wieku. Z pozostałej zabudowy wyróżniał się drewniany dworek z XVIII wieku, zastąpiony przed rokiem 1850 murowaną kamienicą. Przy parzystej pierzei od lat dwudziestych XIX wieku stała murowana oficyna, zaś obok, pod numerem 6, w latach 1913–14 wybudowano zachowany do dziś gmach składów towarowych Gepera. Uzyskał on wysokość czterech pięter oraz elewacje pierwotnie niemal w całości wypełnione oknami, rozdzielonymi jedynie słupami konstrukcyjnymi. W czasach międzywojennych po przejęciu budynku przez Świętojerskie Zakłady Przemysłowe S.A. pełnił on funkcje fabryczne. 
W 1944 zniszczeniu uległa niemal cała zabudowa ulicy, ocalały jedynie dwa najpóźniej wzniesione obiekty: kamieniczka pod nr 3A wzniesiona krótko przed rokiem 1939, oraz rzeczony gmach składów towarowych, który ocalał dzięki wyjątkowo solidnej konstrukcji.
W okresie powojennym ulicę poszerzono i w 1950 przedłużono do ul. Franciszkańskiej. Ruiny starej zabudowy zostały rozebrane, na ich miejscu wzniesiono obiekty w niczym nie nawiązujące do stanu poprzedniego m.in. gmach Szkoły Podstawowej nr 158 im. Jana Kilińskiego (nr 13).
W II połowie lat 90. XX wieku dawny gmach składów towarowych Gepera został przebudowany na budynek biurowy.